# 마리우 후이
마리우 후이 시우바 두아르테(포르투갈어: Mário Rui Silva Duarte, 1991년 5월 27일 ~ )는 포르투갈의 축구 선수로 포지션은 레프트백이다.